# Ghiacciaio di Bionnassay (Francia)
Il ghiacciaio di Bionnassay è un ghiacciaio del Massiccio del Monte Bianco che si trova sul versante francese.
Il ghiacciaio scende dal Dôme du Goûter e dall'Aiguille de Bionnassay ed arriva fino ad un'altezza di circa 2.000 metri.
Sul bordo del ghiacciaio arriva la stazione terminale del Tramway du Mont-Blanc chiamata Nid d'Aigle.

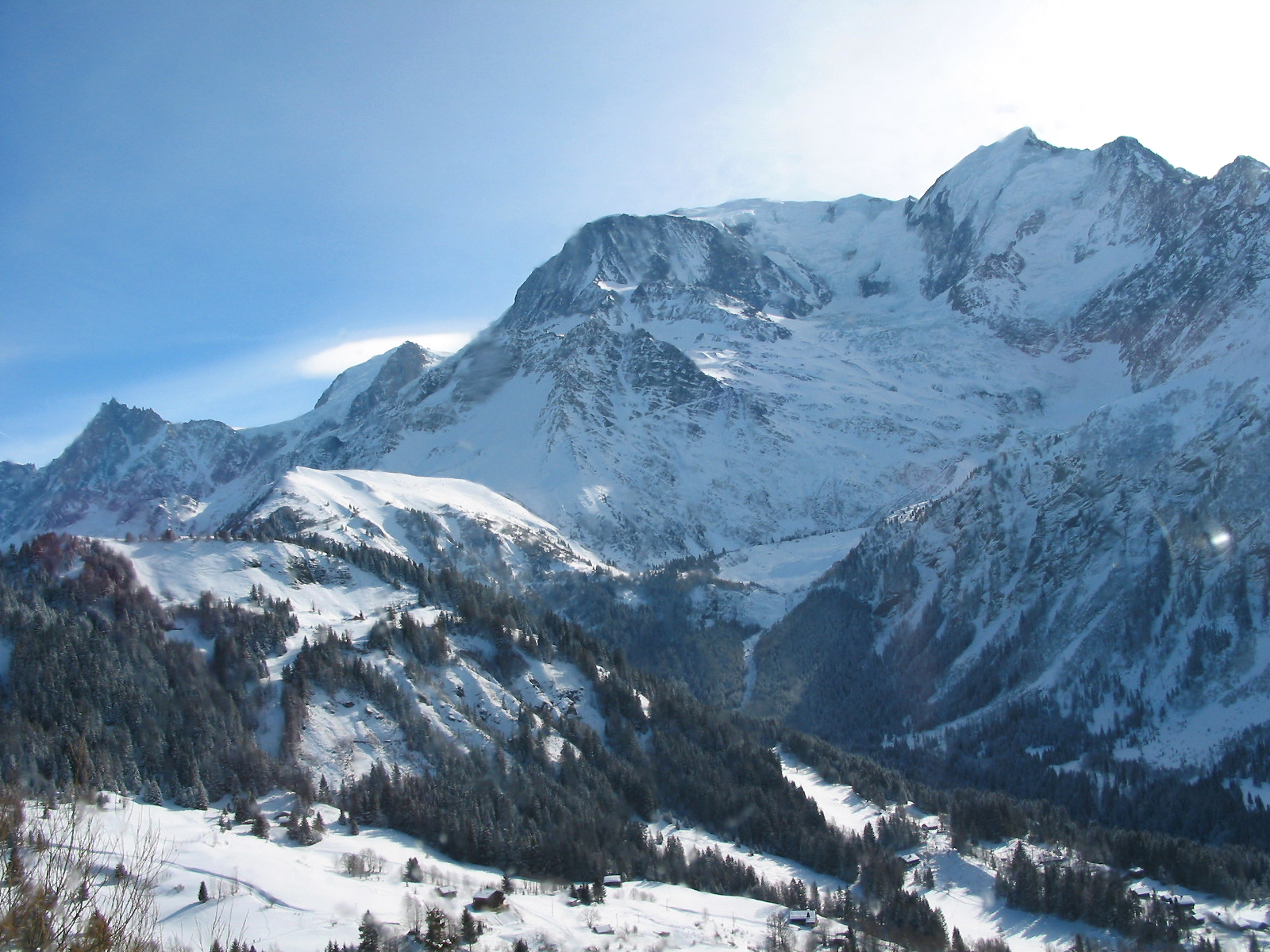
Il ghiacciaio di Bionassay in inverno